# Itaca
Itaca (in greco Ιθάκη?, Ithaki) è un'isola greca del mar Ionio appartenente all'arcipelago delle isole Ionie (anche detto Eptaneso). Dal punto di vista amministrativo è un comune della periferia delle Isole Ionie di 3231 abitanti al censimento 2011 e un'unità periferica composta dal solo comune omonimo. È universalmente nota per essere stata patria dell'eroe leggendario Ulisse, antico re dell'isola, le cui gesta sono descritte nel poema epico di Omero Odissea.

## Geografia fisica
In seguito alla riforma amministrativa entrata in vigore il 1º gennaio 2011, Itaca è uno degli 8 comuni in cui è suddivisa la Periferia di Isole Ionie. Il suo capoluogo è la cittadina di Vatì/Vathy, pittoresco porto con case in stile veneziano. Ha una superficie di 96 km² e conta circa 3 500 abitanti. Gli altri centri abitati sono semplici villaggi. Il capoluogo Vathy è disteso ad anfiteatro in una baia naturale ampia e riparata (c'è chi la considera la più ampia al mondo). L'isola è composta da una parte nord e una parte sud, collegate dall'istmo di Aetos largo appena 600 m nel punto più stretto.
Nella parte occidentale il braccio di mare che divide Itaca da Cefalonia è denominato stretto di Itaca. La forma dell'isola è molto frastagliata. I promontori sono: Exogi nella parte più occidentale, Melissa al nord, Mavronos ed Agios Ilias ad est insieme a Skinos, Sarakiniko ed Agios Ioannis, al sud invece si incontra il capo Agios Andreas. La costa è punteggiata da molte baie tra le quali quella di Polis a nord-ovest, quella di Afales a nord e quelle di Frikes e Kioni a nord-est; il golfo di Ormos e la baia di Sarakiniko sono invece esposte a est e a sud-est. Il monte più alto è il Nirito (806 m), seguito dal Merovigli (669 m). 

## Storia

Bandiera della Repubblica delle Sette Isole Unite (1800-1807)

L'isola fu abitata già dal XXII secolo a.C. ed ebbe particolare rilevanza durante il periodo miceneo. Gli scavi condotti dalla Scuola britannica di Atene dal 1930 al 1939 sotto la direzione di W.A. Heurtley, rivelarono resti di una formazione palaziale cinta da mura ciclopiche sulla collina di Pilikata (fuori dal villaggio di Stavros), e presso la baia di Polis un santuario consacrato alle Ninfe attivo dall'epoca micenea, in cui, dal periodo ellenistico, è attestato un vero e proprio culto della figura di Ulisse. L'importanza della parte nord nel periodo più remoto della storia itacese è confermato anche dagli scavi condotti di recente dall'Università di Ioannina nella località denominata "Scuola di Omero" (sempre nel comprensorio di Stavros), dove in epoca micenea si ergeva un palazzo fortificato. Dopo il medioevo ellenico il centro principale si spostò sull'istmo; qui fiorì la città di Alalkomene, dalla posizione imprendibile celebrata da Cicerone nel De oratore (I, 44): "... ut Ithacam illam in asperrimis saxulis tamquam nidulum adfixam". La città, probabilmente sotto l'influenza corinzia, era però indipendente; lo testimoniano un trattato di Aristotele sulla Costituzione degli Itacesi che non ci è pervenuto, e le monete del III sec. a.C. con l'effigie di Ulisse sul recto e quella di Atena sul verso che portano la scritta ΙΘΑΚΩΝ ("di Itaca"). Gli scavi protoarcheologici svolti ai piedi della collina nel 1812-13 da europei di diverse nazionalità portarono alla luce, in sepolture di epoca ellenistica e romana, un vero e proprio "tesoro di Itaca" (oggi disperso in vari musei del mondo) che conferma la prosperità dell'isola in questo periodo. 
I Romani la occuparono nel II secolo a.C.. Dalla metà dell'VIII secolo fa parte del thema (distretto militare) di Cefalonia, istituito per sostenere gli interessi romani in Italia meridionale. Con la conquista di Bari da parte dei Normanni di Sicilia nel 1071, Costantinopoli perde, oltre ai possedimenti territoriali, anche il controllo sul braccio di mare tra l'Italia e la Grecia, aprendo così la strada a una rinascita della pirateria. I resoconti di due pellegrini per la Terra Santa, Philip August e Benedetto di Petersburgh, rispettivamente del 1190 e del 1191, descrivono Itaca e Cefalonia come famigerati covi di pirati. Le vicende delle isole ionie si inseriscono per tutto questo periodo nei tentativi di espansione dei Normanni di Sicilia verso est; a partire dalla campagna di Roberto il Guiscardo (che muore a Cefalonia nel 1085), sino alla definitiva conquista (1185) dell'arcipelago da parte di Margaritone da Brindisi, che viene nominato da Guglielmo II signore di Itaca, Cefalonia e Zacinto. Nel 1194 subentra il dominio personale di Maio (o Matteo) Orsini il quale, inizialmente vassallo dei Normanni, cerca in seguito la protezione del papa e di Venezia. Gli Orsini governeranno sino al 1357, quando Leonardo Tocco, membro di una nobile famiglia di Benevento, fu nominato "Conte di Cefalonia, Signore di Itaca e Zacinto". Il principato dei Tocco si mosse con scaltrezza nel complesso quadro politico del periodo, e nel 1411-16 Carlo I Tocco riuscì a conquistare l'Epiro, aggiungendo ai suoi titoli quello di "Despota di Ioannina e Arta". La prima fase del dominio delle potenze italiane sulle isole ionie termina nel 1479, quando i Turchi prendono Cefalonia e Itaca. 
Seguono due decenni di alterne vicende belliche nelle quali Venezia emerge come principale antagonista dell'inarrestabile espansione ottomana, giungendo infine, nel 1504, a ottenere il controllo di Cefalonia e Itaca (quest'ultima praticamente spopolata). Lo stato di abbandono in cui versava fu fronteggiato con un decreto del Senato veneziano del 18 marzo 1504 che accordava l'esenzione delle tasse per cinque anni a chi si stabiliva sull'isola. Una vera e propria ripresa si ha però solo nel corso del Seicento, quando alla coltivazione dell'olio e del grano si aggiunge quella (importata da Zacinto) dell'uva sultanina, che sino all'Ottocento rimarrà un'importante fonte di esportazione, soprattutto sul mercato inglese. I Veneziani potenziano anche l'approdo di Vathi, che a partire dal Settecento si svilupperà diventando la capitale dell'isola (in precedenza, per la paura della pirateria, gli abitati si trovavano in alto lontano dalle coste; la capitale nel periodo medioevale era Paleochora, le cui rovine sono a tutt'oggi visitabili sulle pendici del monte Peteliatiko). La ripresa del periodo veneziano è testimoniata anche dalle testimonianze artistiche, tra cui spicca il ciclo di affreschi della chiesa di Anoghi, di scuola epirota e databile alla fine del XVII secolo. Al periodo tra Cinque e Seicento risalgono inoltre le prime, fugaci descrizioni di Itaca in resoconti di studiosi e viaggiatori europei, come il Grande Insulaire et Pilotage (1586) del cosmografo reale di Francia André Thevet, e il Voyage d'Italie, de Grèce et du Levant (1679) di Jacob Spon e George Wheler. 
Nel 1797 col trattato di Campoformio terminò la plurisecolare dominazione veneziana e le isole ionie passarono alla Francia; grazie al prestigio crescente presso gli occidentali della reputazione omerica di Itaca, il nuovo dipartimento (che comprendeva anche Cefalonia e aveva la capitale ad Argostoli), prese il nome ufficiale di Dipartimento di Itaca. Un'alleanza russo-turca strapperà le isole ai francesi e porterà, nel 1800, alla fondazione della Repubblica delle Sette Isole Unite sotto sovranità ottomana e protettorato russo. Fu questa la prima esperienza di autogoverno greco, in cui ebbero un ruolo principale i greco-veneti, tra i quali Giovanni Capodistria. Nel 1809 il Regno Unito prese possesso militare delle isole, il cui destino fu deciso dagli accordi del Congresso di Vienna, che prevedevano la fondazione degli Stati Uniti delle Isole ionie, un'entità statale indipendente posta sotto protettorato britannico. Nel 1816 Sir Thomas Maitland, primo Lord High Commissioner del nuovo stato, sbarcò a Corfù, e l'anno successivo venne approvata la Costituzione. 

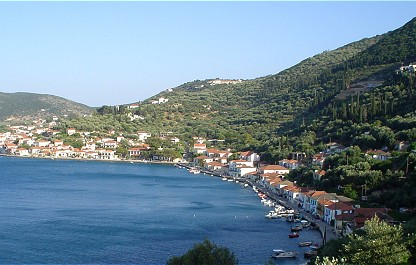
Vathy, Itaca

Nonostante le turbolenze politiche questo periodo di transizione è però molto florido dal punto di vista economico e culturale. La creazione di una flotta mercantile basata a Vathi nel corso del Seicento, aveva portato nel secolo successivo i mercanti itacesi a essere protagonisti nella colonizzazione commerciale greca delle sponde del mar Nero, dalle quali veniva importato grano verso i mercati dell'Europa occidentale. L'afflusso in patria di ricchezze accumulate grazie al commercio e all'attività di armatori rese Vathi un centro florido e cosmopolita; William Gell, che la visitò nel 1807, affermò di avervi trovato "confort di alto livello, con i negozi che vendono caviale e pesce salato di ogni tipo" e che "gli strati superiori della società sono in genere ben istruiti e in grado di parlare in greco, italiano e spesso in francese con uguale competenza" La crescita della popolazione aveva nel frattempo raggiunto gli ottomila abitanti. Contemporaneamente, l'isola viene "riscoperta" per l'Occidente proprio da William Gell, che la esplora tutta Odissea alla mano e nel 1807 pubblica il celebre The Geography and Antiquities of Ithaka, uno testo di enorme successo in cui si accrediterà come scopritore del palazzo di Ulisse. Sull'eco delle sue esplorazioni si svolgeranno, a cavallo del 1812-13, i primi scavi archeologici nella città di Alalkomene. Nell'agosto del 1823 Lord Byron vi trascorse una breve vacanza prima di partire per Missolonghi; visitò Vathi e il monastero di Kathara, ma non mostrò nessun interesse per i resti archeologici.
Il periodo del protettorato inglese vide diverse innovazioni; furono costruite le prime strade, in particolare quella che da Vathi conduce alla parte nord costeggiando il massiccio del Nerito, e venne creato un sistema di istruzione pubblica che era stato del tutto assente nel periodo veneziano. Nei primi anni Lord Guilford, che era stato nominato Lord of Education, contemplò persino l'idea di fondare la prima università sul suolo greco a Itaca; i lavori erano in procinto di iniziare su un terreno concesso dagli abitanti quando lo scoppio della Guerra d'indipendenza greca nel 1821 non suggerì di spostare il progetto a Corfù in quanto isola molto meglio difendibile. Proprio con la fondazione dello stato greco gli Stati Uniti delle Isole Ionie furono sempre più minati dal movimento che chiedeva l'enosis (unione) con la Grecia, che fu concessa nel 1864. Anche dopo il cambiamento di regime politico Itaca continuò a prosperare grazie ai traffici col mar Nero. Ai primi del Novecento toccò un picco di dodicimila abitanti. Nel 1902 l'armatore Georgios Drakoulis costruì sul lungomare di Vathi la dimora in stile neoclassico ancora visibile, e a un altro armatore, Stanathos, si deve la fondazione nel 1907 di un Istituto nautico, la prima scuola nel suo genere in Grecia. Nel 1922 grazie al mecenatismo di Drakoulis venne inaugurata la prima centrale elettrica, che serviva Vathi e Perachori. Il declino si manifesterà solo dopo la prima guerra mondiale, quando la marineria greca spostò in massa le sue operazioni al Pireo. Iniziò una massiccia emigrazione, rivolta soprattutto all'Australia e al Sud Africa, che portò a un drastico calo della popolazione. Un terremoto nel 1953 ha procurato gravi danni in tutta l'isola, ma la ricostruzione è stata abbastanza fedele alla tipologia dell'edilizia tradizionale.

## Economia

### Turismo
Il capoluogo, Vathy, situato al fondo di una profonda baia, porto naturale fra i migliori, è un approdo eccellente per i velisti. Itaca si è molto sviluppata turisticamente negli ultimi anni, con creazione di nuove strutture ricettive che comunque finora hanno relativamente salvaguardato l'ambiente naturale.
È meta abituale di escursioni giornaliere dalle circostanti isole dell'arcipelago delle isole Ionie. Scavi archeologici hanno dimostrato l'esistenza sull'isola di abitati di epoca micenea, ma non hanno permesso ancora di localizzare con precisione l'eventuale reggia di Ulisse, oppure luoghi corrispondenti alla tradizione omerica. Negli anni Ottanta l'isola ha incrementato la propria notorietà quando Carlo d'Inghilterra e la moglie Diana hanno trascorso parte della loro luna di miele fra Cefalonia ed Itaca.

## Amministrazione
Il comune faceva parte della prefettura di Cefalonia, soppressa nel 2011 a seguito del Programma Callicrate e costituisce l'unico comune dell'unità periferica omonima che comprende, oltre all'isola di Itaca, anche le isole di Arkoudi e Atokos situate nei pressi di Capo Melissa e le isole dell'arcipelago delle Echinadi.

### Gemellaggi
- Monte di Procida
- Squillace dal 18 maggio 2007
- Santa Marinella

## Località
Oltre al capoluogo Vathy, compongono il comune le seguenti località: Aetos, Afales, Agios Ioannis, Agia Saranta, Anogi, Exogi, Frikes, Kalivia, Kathara, Kioni, Kolieri, Lachos, Lefki, Marmaka, Perachori, Piso Aetos, Platrithia, Rachi, Stavros.

## Spiagge
Le spiagge più famose di Itaca sono Dexa, Loutsa, Aetos.

## Nella cultura di massa

### Itaca e l'Odissea
Itaca è universalmente nota per essere stata, secondo la leggenda, la patria dell'eroe leggendario Ulisse (Odisseo) e per esservi ambientata parte dell'Odissea, il celeberrimo poema di Omero. Tuttavia, fin dall'antichità si è notata incoerenza tra la descrizione dell'isola nel poema e l'Itaca visibile. In particolare, tre aspetti della descrizione rappresentano le più grandi incongruenze. In primo luogo, l'antica Itaca è descritta come un'isola piana («χθαμαλὴ»), invece l'odierna è un'isola montuosa. Poi è descritta come «la più inoltrata nel mare, diretta verso il tramonto» («πανυπερτάτη εἰν ἁλὶ… πρὸς ζόφον»), e da ciò si dovrebbe supporre che si trovi all'estremità occidentale del proprio arcipelago, invece nell'arcipelago dell'odierna Itaca è Cefalonia l'isola più occidentale. Infine, non è chiaro a quali isole moderne (presumibilmente nel medesimo arcipelago) dovrebbero corrispondere quelle che Omero chiama Dulichio e Same.
Lo storiografo greco Strabone, del primo secolo d.C., nella sua Geografia, fu il primo a identificare l'isola di Odisseo con la moderna Itaca. Basandosi sui primi commentatori dell'Odissea, tradusse la parola χθαμαλὴ non come "priva di rilievi" bensì come "vicina alla terraferma". Identificò l'omerica Same con la moderna Cefalonia, e ritenne che Dulichio fosse un'isola delle odierne Echinadi. Inoltre, la moderna Itaca si trova più a nord di Cefalonia, di Zacinto e di quella che lui presupponeva essere Dulichio, e pertanto ritenne che l'omerico «la più inoltrata nel mare, diretta verso il tramonto» andasse in realtà tradotto come «diretta verso il nord».
La teoria di Strabone non raccolse però il consenso di tutta la comunità letteraria. In età moderna alcuni studiosi hanno obiettato che l'Itaca di Omero potrebbe invece essere un'isola oggi nota con altro nome. La teoria più conosciuta in proposito è quella di Wilhelm Dörpfeld, secondo cui l'Itaca omerica sarebbe da individuare nella vicina isola di Leucade.

### Musica
Itaca è anche un brano musicale del cantautore Lucio Dalla del 1971.